# Pacifico (arcidiacono)

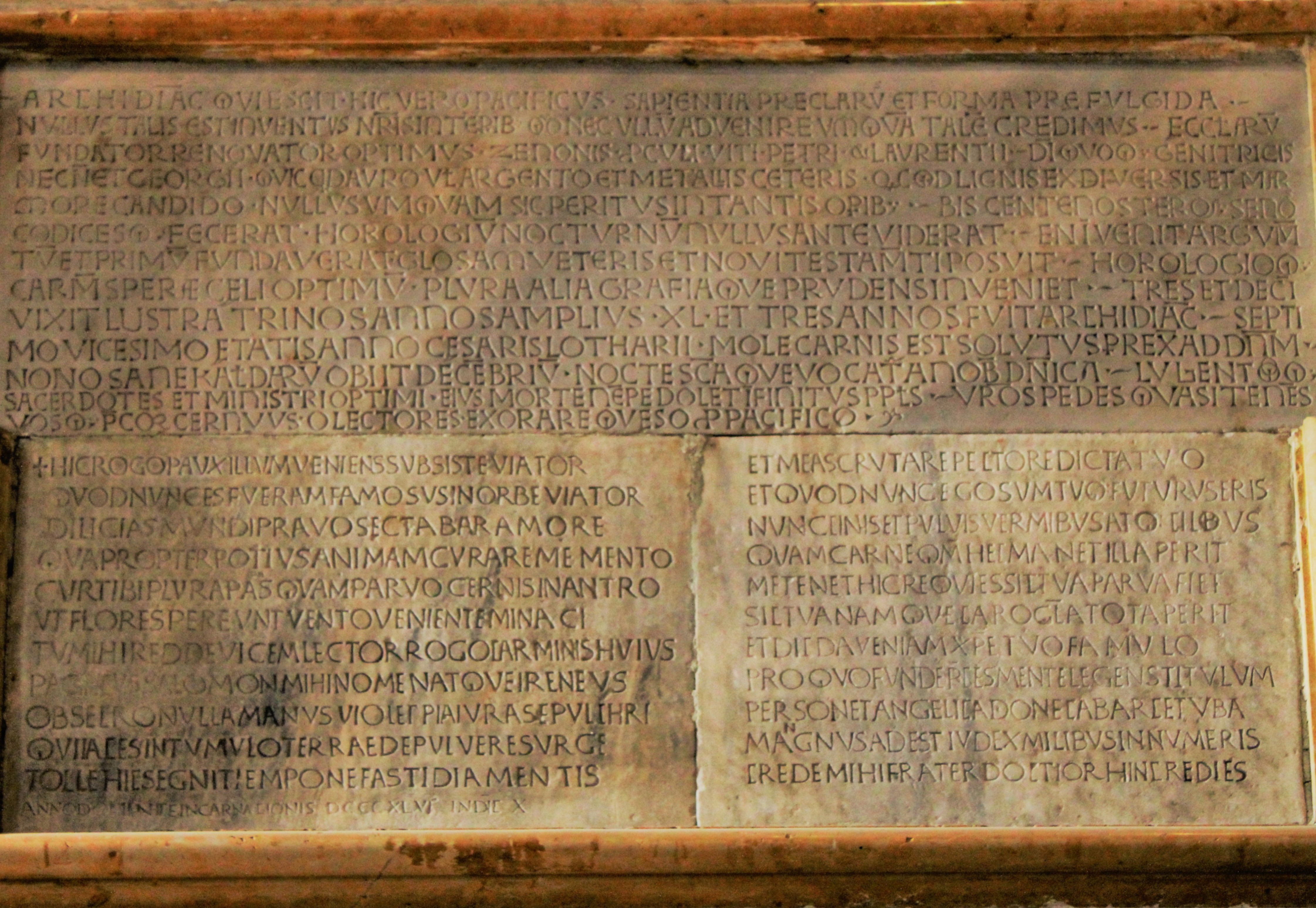
Lapide nel duomo di Verona che ricorda l'Arcidiacono Pacifico

Pacifico (776 – 846) è stato un religioso e architetto italiano arcidiacono a Verona.

## Biografia
Le determinazione delle date di nascita e di morte si devono a Scipione Maffei. Di lui abbiamo notizie da un'iscrizione su una lastra di marmo greco, una volta posta sulla sua tomba e oggi murata all'interno della cattedrale di Verona. Da questa sappiamo che fu uno studioso delle scienze e uno stimato artista di metalli, marmi e legni («Quicquid auro, vel argento, et metalis ceteris, Quicquid lignis ex diversis, et marmore candido. Nullus umquam sic peritus in tantis operibus»). Sulla lapide si legge anche che fu l'inventore di un orologio notturno («Horologium nocturnum nullus ante viderat»).
Fu anche architetto e secondo la tradizione, contribuì a sovrintendere al rifacimento, voluto dal re d'Italia Pipino e dal vescovo di Verona Ratoldo, della basilica di San Zeno. Ciò si è desunto sempre dall'iscrizione sepolcrale che recita «Ecclesiarum fundatur, renovator optimus // Zenonis proculi viti petri et laurentii // de quoque genitricis nec non et georgii».